# Chinchilla de Monte-Aragón
Chinchilla de Monte-Aragón è un comune spagnolo situato nella comunità autonoma di Castiglia-La Mancia.